# Loi sur la Papouasie et Nouvelle-Guinée de 1949
Lire en ligne

Texte officiel

La Loi sur la Papouasie et Nouvelle-Guinée de 1949 est une loi adoptée par le Parlement d'Australie. Elle a remplacé la Loi sur la Papouasie de 1905 et la Loi sur la Nouvelle-Guinée de 1920. Elle a également modifié le statut des territoires de Papouasie et de Nouvelle-Guinée, en fusionnant leurs administrations pour former le territoire de Papouasie et Nouvelle-Guinée. La loi a établi la règle locale, bien que le territoire soit resté sous le contrôle de l'Australie. La loi a été abrogée par la Loi sur l'indépendance de la Papouasie-Nouvelle-Guinée de 1975, qui a permis à la Papouasie-Nouvelle-Guinée d'obtenir le statut d'État souverain.

## Source
- (en) Cet article est partiellement ou en totalité issu de l’article de Wikipédia en anglais intitulé « Papua and New Guinea Act 1949 » (voir la liste des auteurs).